# 圣洛伦佐-贝利齐
圣洛伦佐-贝利齐（義大利語：San Lorenzo Bellizzi），是意大利科森扎省的一个市镇。总面积38平方公里，人口765人，人口密度20.1人/平方公里（2009年）。ISTAT代码为078120。